# Bolboschoenus laticarpus
Bolboschoenus laticarpus är en halvgräsart som beskrevs av Marhold, Hroudová, Duchá?ek och Zákr. Bolboschoenus laticarpus ingår i släktet Bolboschoenus och familjen halvgräs. Inga underarter finns listade i Catalogue of Life.